# Верџин Острејлија лонг-хол интернашонал
V Australia је била аустралијска дуголинијска нискотарифна авио-компанија, којом је управљала компанија Virgin Australia Holdings.

## Историја
Почетком 2006, авио-компанија Virgin Blue изразила је намеру да организује око седам летова недељно до Америке, аеродрома Лос Анђелес или аеродрома Сан Франциско. Према изјави компаније, наведене руте би чиниле летове профитабилнима.
Авио-компанија је добила дозволе за 10 летова недељно до САД од Владе Аустралије 24. јула 2007. године. Планови летења су одобрени од Владе САД 15. фебруара 2008. године, након потписивања Уговора о отвореном небу између Аустралије и САД. У међувремену, В Аустралија је примила неограничена права на летове између Аустралије и САД од стране Аустралијске Међународне Комисије за авио-сервис.
Такође, В Аустралија је изразила намеру да организује летове до Јапана и Јужноафричке Републике од октобра 2009. Virgin Blue је скоро изјавила да постоји могућност да шести авион типа Боинг 777-300ЕР саобраћа искључиво ка северно-азијским одредиштима.
Компанија Virgin Blue је поручила од Боинга шест авиона типа Боинг 777-300ЕР за летове на својим међународним рутама. Први авион 777-300ЕР је изнајмљен од ILFC, носи надимак Диџери блу (енгл. Didgeree Blue) и регистрован је у Аустралији под бројем VH-VOZ. В Аустралија је овај авион примила на употребу 26. јануара 2009. године у Боинговој бази у Сијетлу. 9. фебруара исте године, „Диџери блу“ је слетео на сиднејски Аеродром Кингсфорд Смит након лета од Сијетла преко Лос Анђелеса где је Ричард Брансон организовао конференцију за америчке новинаре, коју су увеличали познате личности Јулијан МекМахон и Холи Валанц. В Аустралија је друга авио-компанија која лети авионом типа Боинг 777 на транспацифичким летовима између Аустралије и Северне Америке. Ер Канада је почела са дневним летовима годину дана раније, авионом Боинг 777.
Компанија је стартовала са путничким летовима 27. фебруара 2009.

## Флота
Маја 2009, флота В Аустралија састоји се из следећих авиона:
| Авион           | Постојећих | Поручених | Број седишта (Бизнис/Премијум економска/Економска класа) | Напомене |
| --------------- | ---------- | --------- | -------------------------------------------------------- | -------- |
| Боинг 777-300ЕР | 3          | 4         | 361 (33/40/288)                                          |          |